# Peugeot 5008 (2017)
La seconda generazione della Peugeot 5008, un SUV della casa automobilistica francese Peugeot, è prodotta dal 2017 al 2024.

## Presentazione e profilo

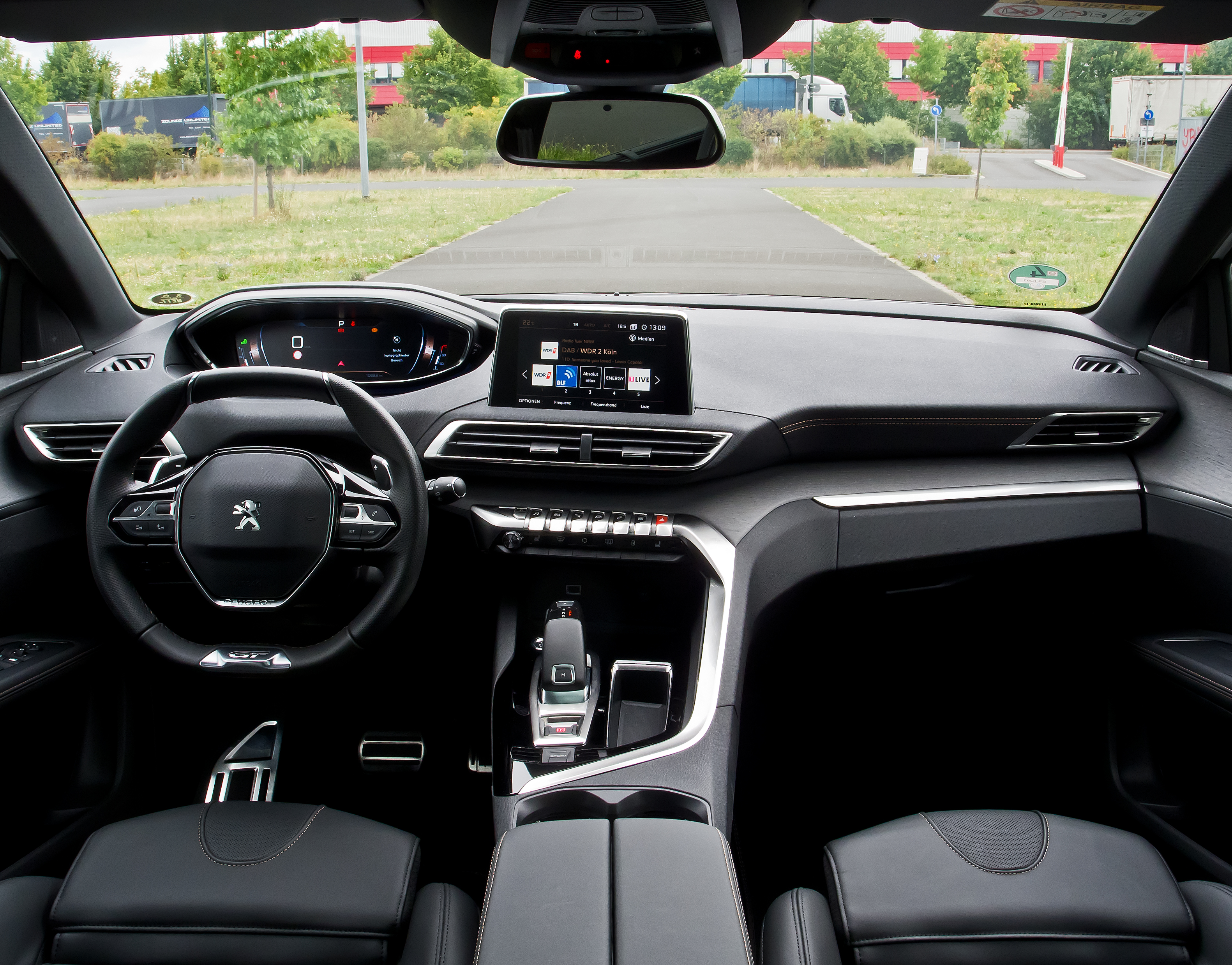
Interni

La nuova 5008 è stata presentata in anteprima al Salone dell'automobile di Parigi a settembre 2016 ed è in vendita sul mercato dalla primavera 2017, quando si è inserita nel settore occupato dalle Hyundai Santa Fe, Škoda Kodiaq e Ford Edge.
Questa è essenzialmente una versione a 7 posti della 3008 II serie e non sono disponibili versioni a trazione integrale, ma solo con schema a trazione anteriore.
A settembre 2020 viene presentata una versione restyling con un nuovo frontale e nuove tecnologie ADAS.

## Design
Mentre la precedente generazione era una vera e propria monovolume, il team della Casa francese ha ridisegnato la 5008 come un vero e proprio SUV di grandi dimensioni, basandosi sulle linee della nuova 3008. Lo stile di entrambe, infatti, è ispirato al prototipo Peugeot Quartz, da cui riprende anche la griglia anteriore e il frontale con il logo Peugeot al centro della mascherina, usato anche sul concept car Peugeot Exalt.
Gli interni della 5008, così come quelli della 3008, sono nati dalla matita del designer Bertrand Rapatel (direttore del reparto Interior Design Peugeot) e la sua squadra. La 5008 è stata equipaggiata con una nuova versione del cruscotto i-Cockpit, con un pannello completamente digitale per la strumentazione di bordo e un nuovo volante a doppia razza dalla forma esagonale.

## Telaio
La seconda generazione della 5008 è basata sulla nuova piattaforma EMP2 (Efficient Modular Platform 2, in italiano piattaforma modulare efficiente), già utilizzata dalla Citroën C4 Picasso/Grand C4 Picasso, dalle Peugeot 308/308 SW, 3008 e 408 (prodotta e venduta solo in Cina), dalla DS 7 Crossback e dai furgoni Citroën SpaceTourer, Toyota ProAce II e Peugeot Traveller.
La casa parigina ha annunciato un guadagno di 95 kg in media rispetto alla precedente piattaforma PF2.
La 5008 propone l'utilizzo di pneumatici con bassa resistenza al rotolamento chiamati UBRR (acronimo di Ultra Bassa Resistenza al Rotolamento) con diametro di 17, 18 e 19 pollici sviluppati dalla Michelin con misura massima di 205/55 R19, che contribuiscono a migliore le prestazioni complessive del veicolo e i consumi di carburante.

## Motorizzazioni
La seconda generazione della 5008 dispone di una gamma di motori a benzina PureTech e a gasolio BlueHDi. Entrambi sono disponibili anche negli allestimenti GT e GT Line con due motori da 130 e 180 CV.
| Versione                        | Cilindrata (cm³)   | Potenza max (CV/rpm) | Coppia max (Nm/rpm) | Cambio/ Nº rapporti   | Massa a vuoto (kg) | Velocità max       | Accelerazione (0–100 km/h) | Consumo medio (l/100 km) | Emissioni CO2 (g/km) |
| Versioni a benzina              | Versioni a benzina | Versioni a benzina   | Versioni a benzina  | Versioni a benzina    | Versioni a benzina | Versioni a benzina | Versioni a benzina         | Versioni a benzina       | Versioni a benzina   |
| ------------------------------- | ------------------ | -------------------- | ------------------- | --------------------- | ------------------ | ------------------ | -------------------------- | ------------------------ | -------------------- |
| 1.2 PureTech Turbo 130 S&S      | 1199               | 131/5500             | 230/1750            | Manuale 6 marce       | 1504               | 188                | 11"4                       | 5,9                      | 140                  |
| 1.2 PureTech Turbo 130 S&S EAT8 | 1199               | 131/5500             | 230/1750            | Automatico 8 rapporti | 1505               | 188                | 11"8                       | 6,1                      | 139                  |
| 1.6 PureTech 180 S&S            | 1598               | 181/5500             | 250/1750            | Automatico 8 rapporti | 1596               | 220                | 9"4                        | 6,5                      | 148                  |
| Versioni a gasolio              |                    |                      |                     |                       |                    |                    |                            |                          |                      |
| 1.5 BlueHDi 130 S&S             | 1499               | 131/3750             | 300/1750            | Manuale 6 marce       | 1590               | 191                | 12"7                       | 4,6                      | 122                  |
| 1.5 BlueHDi 130 S&S EAT8        | 1499               | 131/3750             | 300/1750            | Automatico 8 rapporti | 1611               | 190                | 13"5                       | 4,9                      | 140                  |
| 2.0 BlueHDi 180 S&S EAT8        | 1997               | 177/3750             | 400/2000            | Automatico 8 rapporti | 1682               | 208                | 10"3                       | 5,5                      | 145                  |